# Saint Jean-Baptiste dans le désert (Gentileschi)
Pour les articles homonymes, voir Saint Jean-Baptiste dans le désert.
Saint Jean-Baptiste dans le désert est un tableau réalisé dans les années 1630 par la peintre italienne Artemisia Gentileschi. De format vertical, cette huile sur toile est une peinture chrétienne qui représente Jean le Baptiste devant un fond neutre. Coiffé d'une couronne de laurier inhabituelle dans l'iconographie de ce saint, le jeune prophète figure ici partiellement enveloppé dans une grande draperie jaune, et tenant dans le creux de son coude, près d'un agneau, une croix en roseau qui porte un cartellino renvoyant à l'Agnus Dei. L'œuvre est conservée dans une collection privée.